# Prelesje, Gorenja vas-Poljane
Prelesje este o localitate din comuna Gorenja vas - Poljane, Slovenia, cu o populație de 64 de locuitori.